# 石井幹子
石井 幹子（いしい もとこ、1938年10月15日 - ）は、日本の照明デザイナー。石井幹子デザイン事務所主宰。
日本に「ライトアップ」という文化を根付かせたパイオニア的存在であり、東京タワーやレインボーブリッジの照明を手がけるなど、日本の都市夜景に変革をもたらした人物として知られる。

## 経歴

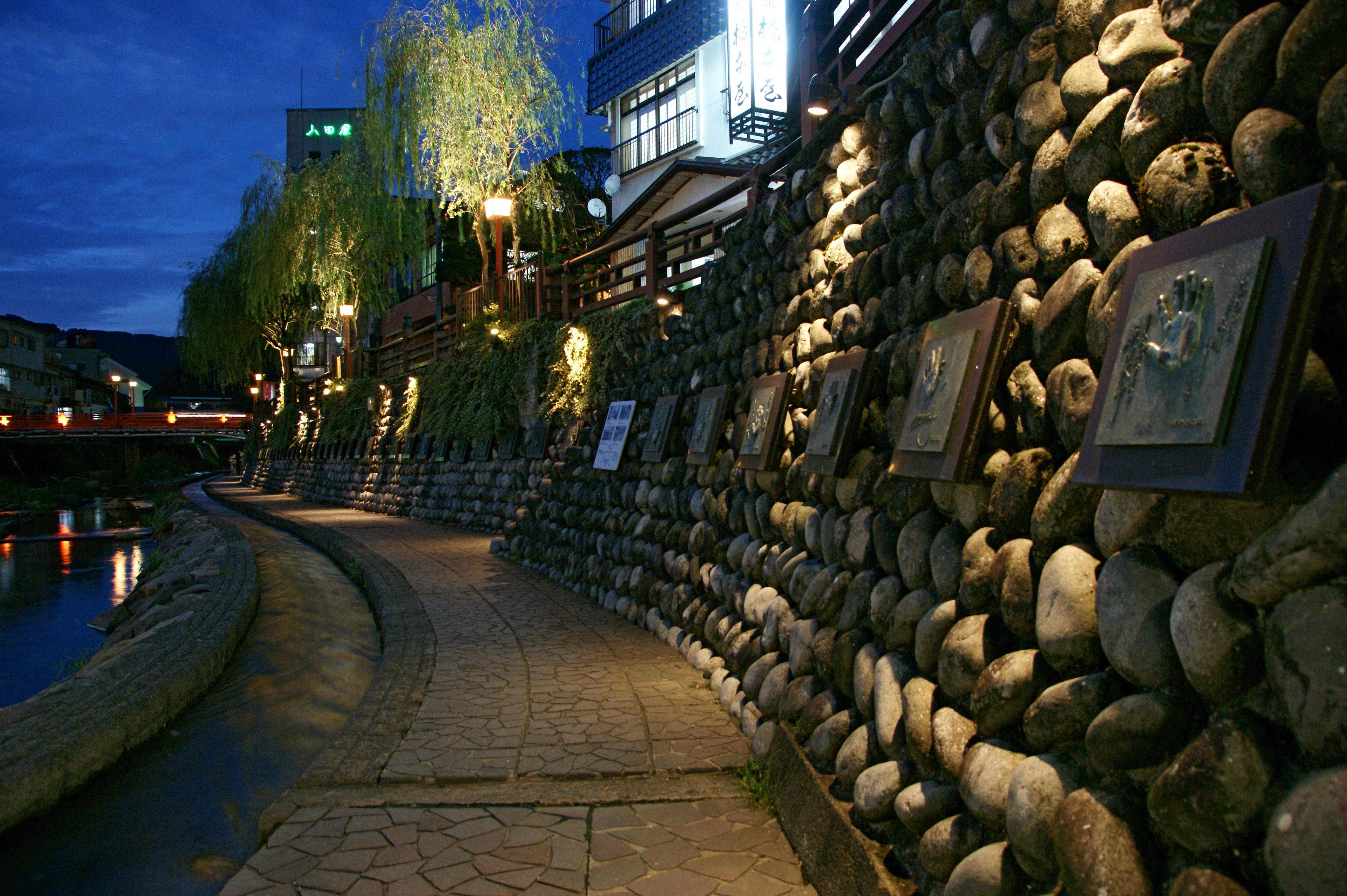
ライトアップ湯村（湯村温泉）

東京都出身。幼稚園から高校までお茶の水女子大学附属に通い、1962年に東京芸術大学美術学部図案計画科を卒業。デザイン会社で照明器具のデザインに携わり、1965年から1967年にかけてフィンランドとドイツの照明設計事務所に助手として勤務する。
帰国後の1968年に石井幹子デザイン事務所を設立し、1970年に開催された大阪万博、1975年に開催された沖縄国際海洋博覧会の照明デザインを手がけるが、オイルショックの影響で照明デザインは電力の浪費と受け取られ日本国内では不遇の時期を過ごす一方、日本の建築雑誌で作品を見たミノル・ヤマサキの目に留まったことをきっかけに「日本に仕事がなくても、地球上のどこかにはあるはず」とオイルマネーで建設ラッシュに沸く中東をはじめ海外での仕事をこなし実績を作っていった。
1979年の国際照明委員会京都大会を前に京都タワーから夜景を見た際に、名所が暗闇で見えず、道沿いの街灯とパチンコ店のネオンばかりという光景に、世界の照明関係者にこんなお粗末な夜景を見せたくないと、京都市役所に直訴したものの担当者には全く相手にされなかったことから、1980年代は都市照明の必要性を説明するため私財を投じて日本各地を廻りプロモーション活動を行い、つくば科学万博や、横浜市のライトアップフェスティバル、ジャパンフローラ2000といった祭典のライトアップや、大阪市や函館市、姫路市、倉敷市、北九州市、白川郷合掌集落などの都市空間のライトアップを成功させる。

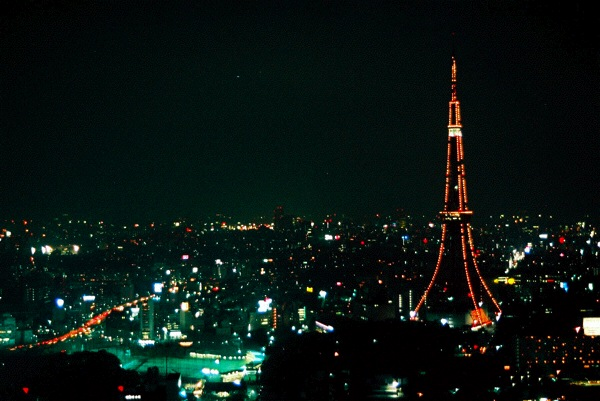
1989年以前の東京タワーのライトアップ

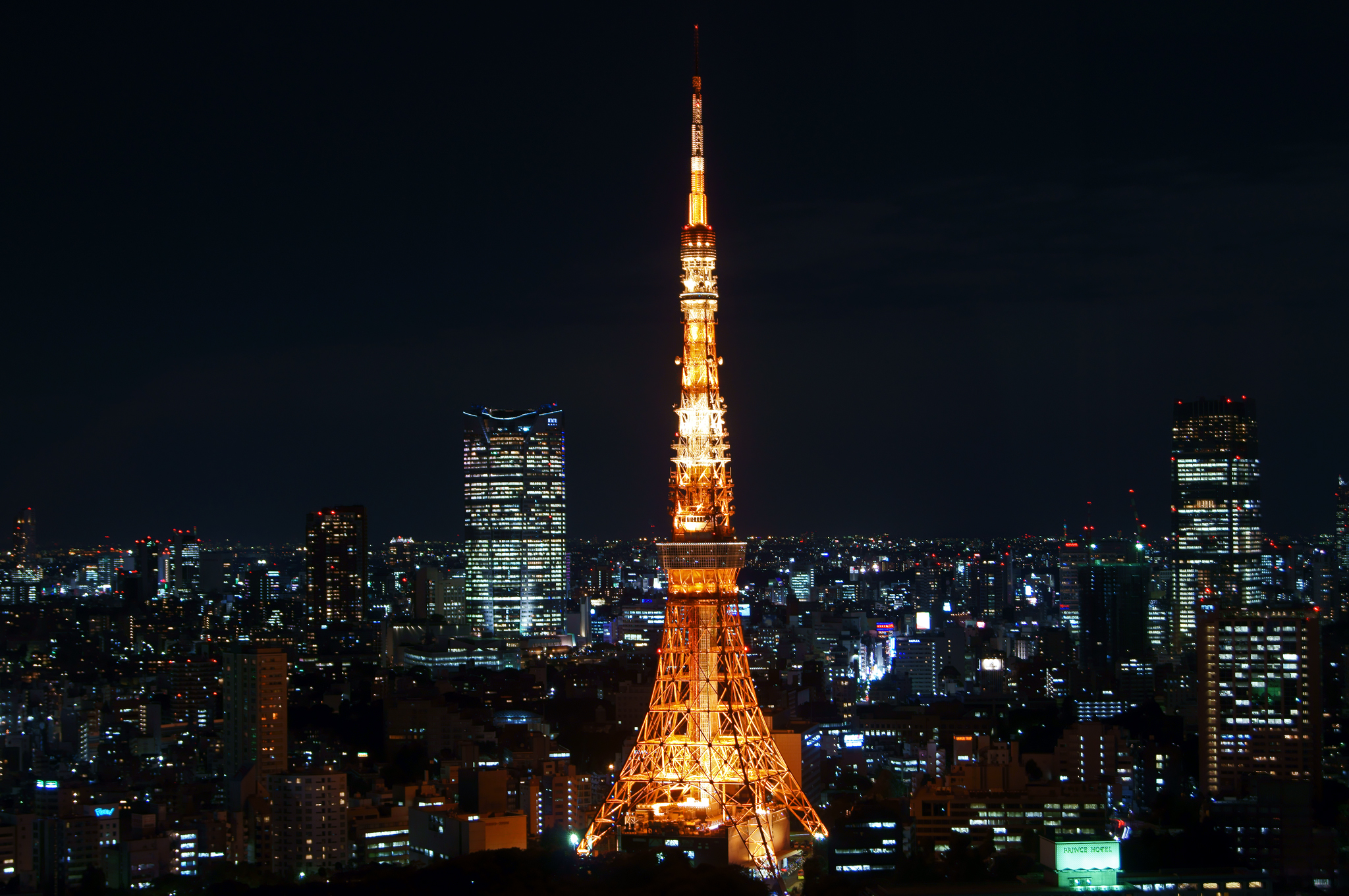
1989年以降の石井幹子による東京タワーのライトアップ（ランドマークライト）

1989年の東京タワーのライトアップデザイン以降は内外から注目されるようになり、北米照明学会大賞を国際花と緑の博覧会・光ファンタジー電力館（1990年）とレインボーブリッジ（1994年）で2回受賞している。
現在、都市照明からレーザーアートまで幅広い光の領域を開拓し日本における照明デザイナーの先駆者・第一人者として、日本のみならずアメリカやヨーロッパを始めとして世界各国で活躍する。
国土交通省・内閣府の審議会委員を歴任し、2000年に紫綬褒章を受章、2019年に文化功労者、2020年に東京都名誉都民に選ばれる。2023年、旭日中綬章受章。

## 人物
長野県軽井沢に別荘がある。

## 家族
父はベルリンオリンピックサッカー日本代表の竹内悌三。夫は法学者の石井紫郎。長女の石井リーサ明理も照明デザイナー。

## 主なライトアップ作品

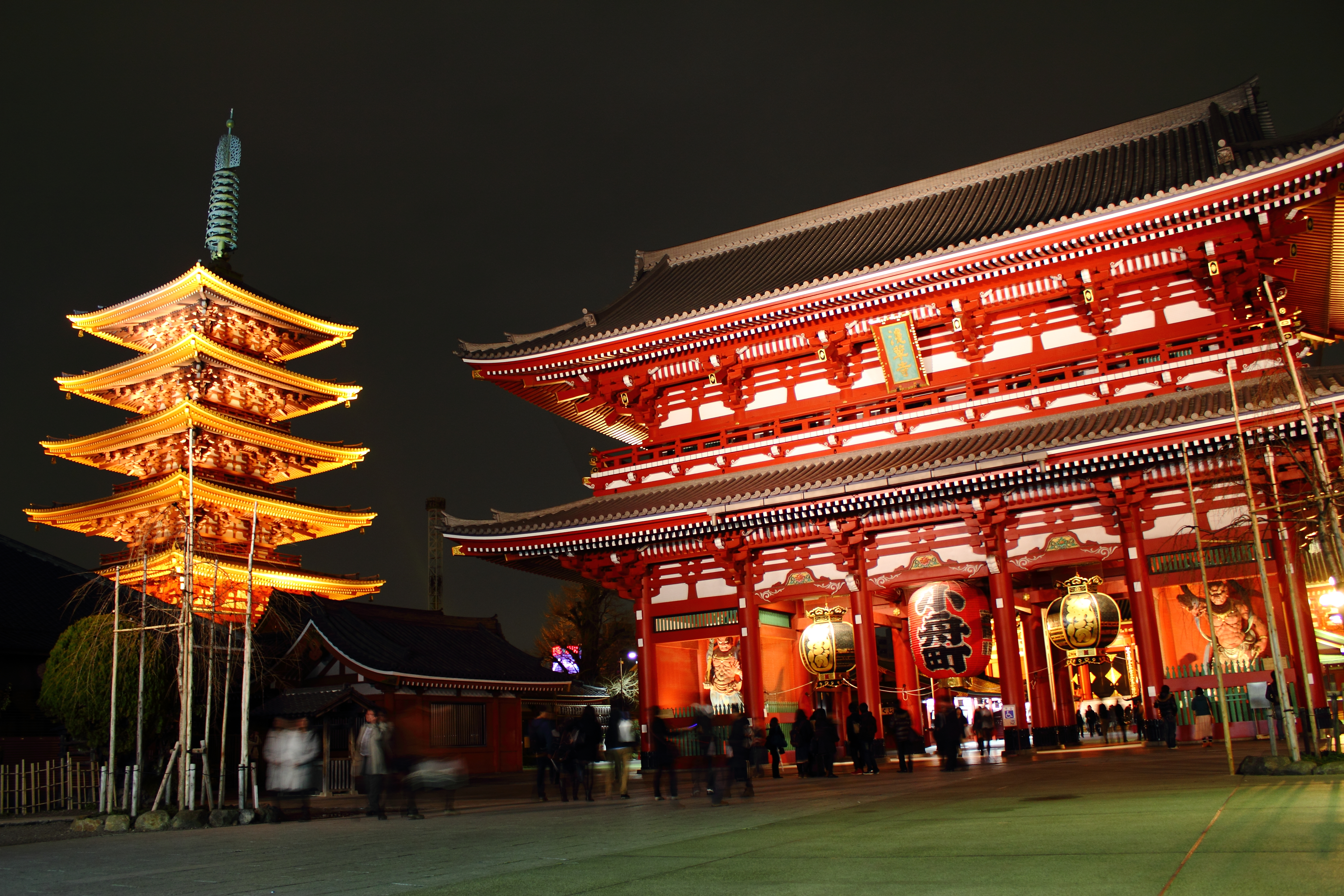
浅草寺のライトアップ

- 祭典 - 国際花と緑の博覧会（シンボルタワー、光ファンタジー電力館）、国際科学技術博覧会テーマ館、ジャパンフローラ2000、ライトアップフェスティバル
- エリア - 大阪市（長堀シンボルロード）、函館市（ファンタジーフラッシュタウン函館）、姫路市（ライトアップ姫路）、倉敷市（倉敷美観地区）、北九州市（門司港レトロ・ナイトファンタジー）
- 城 - 大阪城、姫路城
- 橋 - レインボーブリッジ、明石海峡大橋、横浜ベイブリッジ、鶴見つばさ橋、名港トリトン、トゥインクル、東京ゲートブリッジ
- 博物館 - 東京国立博物館平成館、姫路市立美術館 - クリエイト神戸（神戸らんぷミュージアム） - 世界淡水魚園 - 万国津梁館
- 寺社 - 善光寺（長野灯明まつり）、浅草寺
- その他 - 歌舞伎座、六本木ヒルズ森タワー、東京タワー、東京駅駅舎、日本武道館、湯村温泉温泉街、恵比寿ガーデンプレイス、ダイヤと花の大観覧車、関西電力姫路第一発電所煙突照明、東京電力ヨコハマツインタワー、テレコムセンター、大垣共立銀行、岐阜メモリアルセンター、ブリーゼタワー、熱海サンビーチ、エッフェル塔、YOKOHAMA AIR CABIN

## 受賞・栄典
- 1979年 照明学会賞
- 1986年 北米照明学会特別賞
- 1990年 日本文化デザイン大賞
- 1991年 日本照明賞
- 1992年 東京都文化賞
- 1993年 ヴーヴ・クリコ・ビジネスウーマン・オブ・ザ・イヤー賞
- 1994年 北米照明学会大賞
- 1998年 国際照明デザイナー協会優秀賞
- 2000年 紫綬褒章、日本建築学会文化賞
- 2008年 横浜文化賞
- 2019年 文化功労者
- 2020年 東京都名誉都民
- 2023年 旭日中綬章[8]、第17回後藤新平賞（後藤新平の会主催）[11]

## 出演番組
- 第35回NHK紅白歌合戦（1984年12月31日、NHK総合・ラジオ第1） - 審査員
- 夜景の風 灯りの贈りもの（2012年12月23日、BS-TBS）
- 世界 わが心の旅 フィンランド 光の夢（1995年、NHK BS2）[12]
- 徹子の部屋（2021年5月26日、テレビ朝日）
- 新美の巨人たち（2022年10月1日、テレビ東京）